# خماری ویسکی
خماری ویسکی نوزدهمین تک‌آهنگ رسمی گروه هوی متال گادسمک است که در ۹ ژوئن ۲۰۰۹ بیرون داده شد. شعر آن توسط رهبر گروه سالی ارنا نوشته شده است. این پنجمین تک‌آهنگ گادسمک می‌باشد که در سکوی اول مین استریم راک چارت ایستاد.

## پدید آورندگان
- سالی ارنا – آواز، ریتم گیتار، تهیه‌کننده
- تونی رامبولا – گیتار لید
- رابی مریل – گیتار بیس
- شنون لارکین – درامز